# 大分港

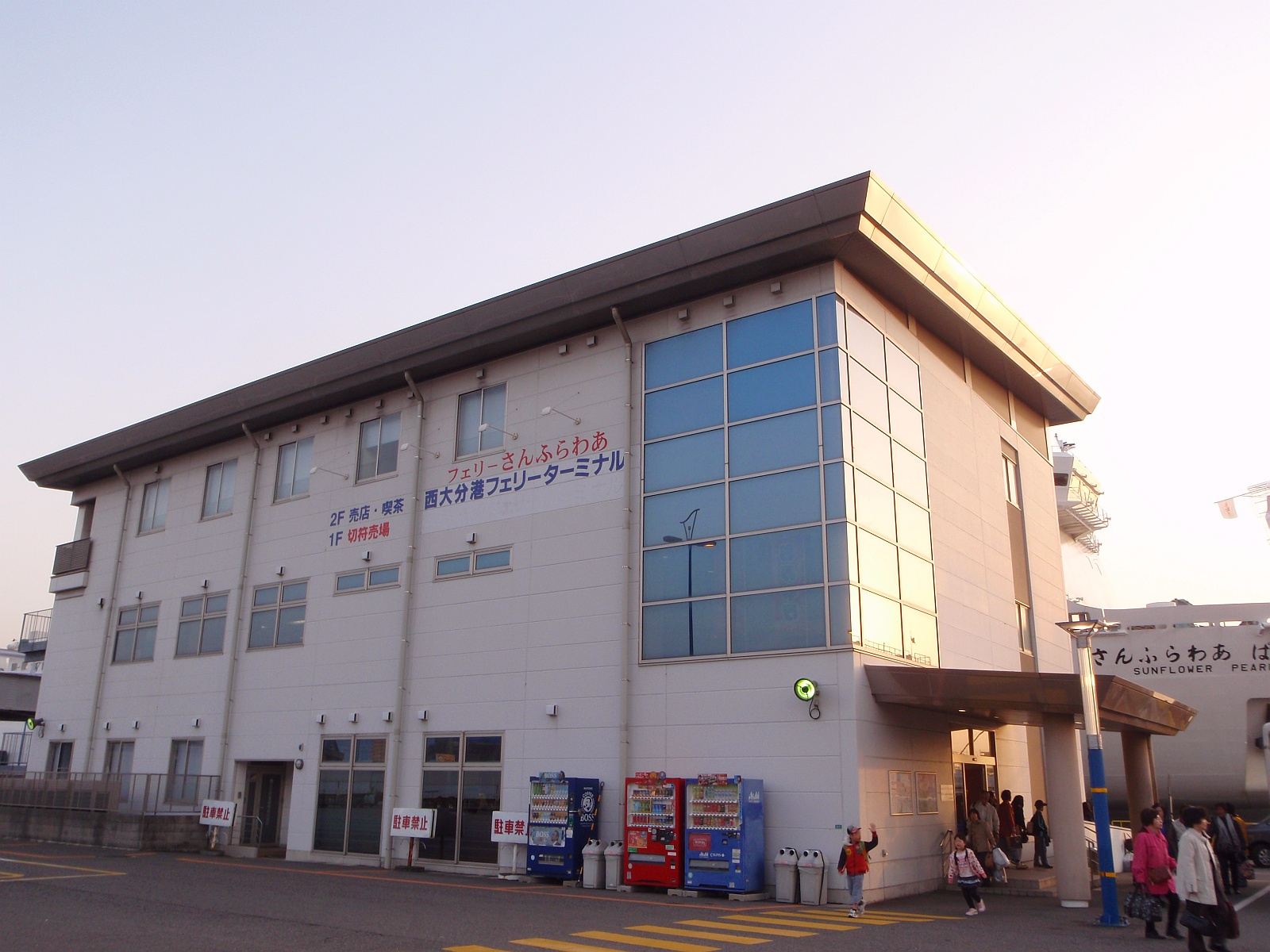
西大分港フェリーターミナル

大分港（おおいたこう）は、大分県大分市にある港湾である。港湾管理者は大分県。港湾法上の重要港湾、港則法上の特定港に指定されている。また、大分県によって拠点港(防災拠点港)に指定されている。

## 歴史
- 1880年（明治13年） - 大分港築造を計画。
- 1882年（明治15年） - かんたん港（大分港の前身）完成。
- 1915年（大正4年） - 大分港（現在の西大分地区）完成[6]。
- 1927年（昭和2年） - 第二種重要港湾に指定される[6]。
- 1951年（昭和26年） - 港湾法に基づく重要港湾に指定される。
- 1955年（昭和30年） - 出入国管理令に基づく出入国港に指定される。
- 1959年（昭和34年） - 旧大分港、鶴崎港、坂の市港が合併[7]。
- 1965年（昭和40年） - 関税法に基づく開港に指定される。
- 1967年（昭和42年） - 港則法に基づく特定港に指定される。
- 1972年（昭和47年） - 植物防疫法に基づく植物防疫港、検疫法に基づく検疫港に指定される。
- 1996年（平成8年） - 大在コンテナーターミナル供用開始。

## 主な港湾施設
主な港湾施設は以下の通りで、西大分地区から大在地区・日吉原地区までの広域にわたる。

### 西大分地区
- 1号岸壁 - 水深：-4.5m、延長：295m、バース数：5
- 2号岸壁 - 水深：-7.3m、延長：245m、バース数：2
- 3号岸壁 - 水深：-6.0m、延長：45m、バース数：1
- 4号岸壁 - 水深：-6.0m、延長：160m、バース数：2
- 物揚場 - 水深：-3.0m、延長：358m
- 桟橋 - 水深：-6.0m、延長：80mx2、バース数：2[2]

古くからの物流拠点であり、かつては国鉄大分港臨港線も通っていたが、大分臨海工業地帯の開発に伴って物流拠点は東部に移動。2003年からは、港湾環境整備事業により、かんたん港園等が整備されている。一帯は2007年（平成19年）4月25日に他の2港とともに九州で初めてみなとオアシスに登録していて、かんたん倶楽部を代表施設とするみなとオアシスかんたん港園として賑わい拠点ともなっている。

### 住吉地区
- 1号岸壁 - 水深：-10.0m、延長：370m、バース数：5
- 2号岸壁 - 水深：-6.0m、延長：469m、バース数：5
- 3号岸壁 - 水深：-5.0m、延長：70m、バース数：1
- 4号岸壁 - 水深：-4.5m、延長：570m、バース数：7
- 4号岸壁 - 水深：-6.0m、延長：105m、バース数：1
- 物揚場 - 水深：-1.0～2.0m、延長：536m[2]

### 津留地区
- 物揚場 - 水深：-1.0～2.0m、延長：90m[2]

### 乙津地区
- 1号岸壁 - 水深：-7.5m、延長：390m、バース数：3
- 2号岸壁 - 水深：-5.5m、延長：180m、バース数：2
- 物揚場 - 水深：-2.0m、延長：75m
- 浮桟橋 - 水深：-2.0m、延長：100m[2]

### 鶴崎地区
- 西岸壁
  - 水深：-4.5m、延長：240m、バース数：4
  - 水深：-5.5m、延長：280m、バース数：2
- 東岸壁 - 水深：-4.5m、延長：480m、バース数：8
- 物揚場 - 水深：-2.0m、延長：555m[2]

周辺に佐川急便大分営業所がある。

### 大在地区
- -4.5岸壁 - 水深：-4.5m、延長：120m、バース数：2
- -5.5岸壁 - 水深：-5.5m、延長：560m、バース数：6
- -7.5岸壁 - 水深：-7.5m、延長：680m、バース数：5
- -10.0岸壁 - 水深：-10.0m、延長：355m、バース数：2
- -12.0岸壁 - 水深：-12.0m、延長：240m、バース数：1
- -14.0岸壁 - 水深：-14.0m、延長：280m、バース数：1
- 物揚場 - 水深：-2.0m、延長：100m
- 物揚場 - 水深：-4.0m、延長：530m
- 浮桟橋 - 水深：-2.0m、延長：476m[2]

### 日吉原地区
- -5.5岸壁 - 水深：-5.5m、延長：270m、バース数：3
- -7.5岸壁 - 水深：-7.5m、延長：260m、バース数：2
- 物揚場 - 水深：-2.0m、延長：350m
- 浮桟橋 - 水深：-2.0m、延長：1,879m[2]

## 定期航路

### 西大分港フェリーターミナル（西大分地区）
- 商船三井さんふらわあ
  - - 神戸港（六甲アイランドフェリーターミナル）

### 大在コンテナターミナル（大在地区）
- 国際コンテナ航路
  - - 釜山港（南星海運、APL、カメリアライン）
  - - 上海港（神原汽船）
- 内航フィーダーサービス
  - - 神戸港（井本商運、OOCL）
  - - 博多港（井本商運）

### 大在公共ふ頭（大在地区）
- 内航RORO船航路
  - - 東京港 - 御前崎港（静岡県） - 博多港 - （商船三井さんふらわあ、日本通運）
  - - 清水港（静岡県）（川崎近海汽船）

## 過去の定期航路

### 西大分港フェリーターミナル（西大分地区）
- 関西汽船・ダイヤモンドフェリー
  - - 松山港 - 大阪南港（1970年 - 2010年2月）

### 大分ホーバーターミナル（津留地区）
（大分川河口）
- 大分ホーバーフェリー（1971年 - 2009年10月）
  - - 大分空港
  - - 別府港（不定期）
  - - 住吉浜（不定期）
  - - 姫島（不定期）

### 乙津地区
- 太平洋沿海フェリー（1972年10月 - 1981年4月）
  - - 那智勝浦港（宇久井港） - 名古屋港

### 大在コンテナターミナル（大在地区）
- シャトル・ハイウェイライン（2004年4月 - 2007年9月）
  - - 久里浜港